# George Hill (Basketballspieler)
George Jesse Hill, Jr. (* 4. Mai 1986 in Indianapolis, Indiana) ist ein US-amerikanischer Basketballspieler, der zuletzt bei den Indiana Pacers in der National Basketball Association (NBA) unter Vertrag stand.

## College
Obwohl George Hill Angebote von bedeutenden Universitäten wie Florida, Temple oder Indiana erhielt, entschied er sich für die Indiana University-Purdue University Indianapolis (IUPUI), um so bei seinem kranken Urgroßvater Gilbert Edison bleiben zu können. Wenige Monate später verstarb sein Urgroßvater, ohne jemals seinen Enkel College-Basketball spielen gesehen zu haben.
In seinem Sophomore-Jahr führte Hill die IUPUI Jaguars zu der besten Bilanz in der Summit League. Nachdem er den größten Teil seiner Junior-Saison bei den Jaguars aufgrund einer Verletzung aussetzen musste, führte er die Jaguars 2007/08 zu einem Schulrekord von 26 Siegen und in das Summit-League-Turnierfinale, wo sie gegen die Oral Roberts University verloren.
George Hill verließ IUPUI als fünftbester Punktesammler der Schulgeschichte (1619 Punkte).

## NBA

### San Antonio Spurs (2008–2011)
Am 26. Juni 2008 wurde Hill von den San Antonio Spurs in der NBA-Draft 2008 an 26. Stelle ausgewählt. Er war erst der zweite Spieler aus der Summit League (und erster seines Colleges), der in der ersten Draftrunde gezogen wurde. Dies war eine kleine Überraschung, da Hill von vielen Experten eher als Zweitrunden-Pick erachtet wurde. Am 23. September 2008 unterzeichnete er einen Rookie-Standardvertrag (zwei garantierte Jahre sowie eine Teamoption auf zwei weitere Saisons) bei den Spurs.
Nachdem Hill die ersten zwei Spiele der Saison 2008/09 verletzungsbedingt nicht antreten konnte, gab er am 5. November gegen die Dallas Mavericks sein NBA-Debüt. In 15 Minuten erzielte er 11 Punkte und jeweils einen Assist und Steal. Nachdem er in seinem Rookiejahr größtenteils als Backup für Tony Parker von der Bank gekommen war, durfte er aufgrund Parkers Verletzung im zweiten Jahr öfter starten und gehörte zu den positiven Überraschungen der Saison. Er erzielte in 78 Saisonspielen 12,4 Punkte, 2,9 Rebounds und 2,6 Assists pro Spiel. Auch sein drittes Jahr verlief gut, auch wenn er mit Parkers Genesung wieder vermehrt von der Bank kam und dabei 11,6 Punkte pro Spiel erzielte.

### Indiana Pacers (2011–2016)
Während der NBA-Draft 2011 wurde Hill im Rahmen eines Trades von den Spurs zu den Indiana Pacers transferiert. Im Gegenzug wechselte Kawhi Leonard nach San Antonio, den die Pacers kurz zuvor ausgewählt hatten. In seinem ersten Jahr war Hill überwiegend der Backup für Darren Collison. Aufgrund von Verletzungen setzte er 32 Spiele aus. Im Sommer 2012 unterzeichnete Hill einen neuen mit 40 Millionen US-Dollar dotierten Fünfjahresvertrag bei den Pacers und übernahm die Rolle in der Startformation, nachdem Collison die Pacers verließ. Am 7. Februar 2014 gelang Hill mit 37 Punkten gegen die Portland Trail Blazers ein persönlicher Karriererekord. Gut ein Jahr später, am 21. Februar 2015, gelang Hill sein erstes Triple-Double mit 15 Punkten, 10 Rebounds und 12 Assists gegen die Cleveland Cavaliers. Er setzte die Saison 2014/15 aufgrund von Verletzung jedoch teilweise aus und absolvierte nur 43 von 82 Saisonspielen. Mit den Pacers verpasste er auch erstmals seit vier Jahren die Playoffs. Er stellte jedoch mit 16,1 Punkten, 4,2 Rebounds und 5,1 Assists im Schnitt neue Karrierebestwerte auf. In der darauffolgenden Saison absolvierte Hill 74 Spiele und die Pacers erreichten wieder die Playoffs, wo man nach sieben Spielen gegen die Toronto Raptors in der ersten Runde ausschied.

### Utah Jazz (2016–2017)
Hill wurde am 23. Juni 2016 in einem Drei-Team-Tausch zu den Utah Jazz abgegeben. Im Gegenzug wechselte Jeff Teague zu den Indiana Pacers und Utahs Draftpick Taurean Prince zu den Atlanta Hawks. Hill überzeugte bei den Jazz auf Anhieb und erhielt im November seine erste Western Conference Player of the Week-Auszeichnung. Hill spielte eine gute, aber verletzungsanfällige Saison für die Jazz. In 49 von 82 möglichen Spielen erzielte er einen Karrierebestwert von 16,9 Punkte pro Spiel. Dabei traf er gute 47 % seiner Feldwürfe und 40 % seiner Dreipunktwürfe. Somit verhalf er den Jazz zu ihrer ersten Playoffqualifikation nach fünf Jahren. Nachdem sich Utah in der ersten Runde in 7 Spielen gegen die Los Angeles Clippers durchsetzen konnte, gingen die Jazz in der zweiten Runde sieglos gegen die Golden State Warriors unter.

### Sacramento Kings (2017–2018)
Nach Ablauf seines Vertrages im Sommer 2017 wurden Hill mit vielen Teams der NBA in Verbindung gebracht. Trotz des erfolgreichen Jahres bei den Jazz entschied sich Hill für einen Wechsel und unterzeichnete einen Vertrag über drei Jahre und 57 Millionen Dollar bei den Sacramento Kings.

### Cleveland Cavaliers (2018)
Ein halbes Jahr später wurde Hill in einem Drei-Team-Tausch zu den Cleveland Cavaliers transferiert.

### Milwaukee Bucks (2018–2020)
Am 7. Dezember 2018 wurde Hill in einem Fünf Spieler-, Drei-Team-Tausch zu den Milwaukee Bucks transferiert.

### Oklahoma City Thunder (2020–2021)
In der (durch COVID-19 verzögerten) Off-Season 2020 wurde Hill am 24. November in einem Vier-Team-Trade (10 Spieler, 3 Draft Picks, 2 Pick Swaps) zu den Oklahoma City Thunder geschickt, die dafür Center Steven Adams zu den New Orleans Pelicans transferierten. Die Milwaukee Bucks erhielten im Ausgleich u. a. Jrue Holiday.

### Philadelphia 76ers (seit 2021)
Im März 2021 schickten die Thunder Hill in einem Drei-Team-Trade zu den Philadelphia 76ers. Im Gegenzug erhielt Oklahoma City Tony Bradley, Austin Rivers sowie zwei Zweitrundenpicks.

## Spielerprofil
Hill gilt als athletischer und wurfstarker Spieler, der zudem lange zu den besten Verteidigern auf seiner Position gezählt wurde. Sein ehemaliger Trainer bei den San Antonio Spurs Gregg Popovich beschrieb Hill mit folgenden Worten: „Hill does a little bit of everything, the great thing about him is that he's a very good all around basketball player, he's a tenacious defender, he can score, he can run, he's a good passer, he knows how to play and he's really a team guy.“
(deutsch: „Hill tut von Allem etwas. Das Tolle an ihm ist, dass er ein sehr guter Allrounder ist. Er ist ein hartnäckiger Verteidiger, er kann punkten, passen, das Spiel verwalten und ist sehr uneigennützig.“)

## Karriere-Statistiken

### NBA

#### Reguläre Saison
| Saison  | Team                                 | GP  | GS  | MPG  | FG % | 3P % | FT % | RPG | APG | SPG | BPG | PPG  |
| ------- | ------------------------------------ | --- | --- | ---- | ---- | ---- | ---- | --- | --- | --- | --- | ---- |
| 2008–09 | San Antonio                          | 77  | 7   | 16.5 | .403 | .329 | .781 | 2.1 | 1.8 | 0.6 | 0.3 | 5.7  |
| 2009–10 | San Antonio                          | 78  | 43  | 29.2 | .478 | .399 | .772 | 2.6 | 2.9 | 0.9 | 0.3 | 12.4 |
| 2010–11 | San Antonio                          | 76  | 5   | 28.3 | .453 | .377 | .863 | 2.6 | 2.5 | 0.9 | 0.3 | 11.6 |
| 2011–12 | Indiana                              | 50  | 9   | 25.5 | .442 | .367 | .778 | 3.0 | 2.9 | 0.8 | 0.3 | 9.6  |
| 2012–13 | Indiana                              | 76  | 76  | 34.5 | .443 | .368 | .817 | 3.7 | 4.7 | 1.1 | 0.3 | 14.2 |
| 2013–14 | Indiana                              | 76  | 76  | 32.0 | .442 | .365 | .807 | 3.7 | 3.5 | 1.0 | 0.3 | 10.3 |
| 2014–15 | Indiana                              | 43  | 36  | 29.5 | .477 | .358 | .790 | 4.2 | 5.1 | 1.0 | 0.3 | 16.1 |
| 2015–16 | Indiana                              | 74  | 73  | 34.1 | .441 | .406 | .760 | 4.0 | 3.5 | 1.1 | 0.2 | 12.1 |
| 2016–17 | Utah                                 | 49  | 49  | 31.5 | .477 | .403 | .801 | 3.4 | 4.2 | 1.0 | 0.2 | 16.9 |
| 2017–18 | Sacramento / Cleveland               | 67  | 60  | 27.0 | .460 | .415 | .786 | 2.7 | 2.8 | 0.9 | 0.4 | 10.0 |
| 2018–19 | Cleveland / Milwaukee                | 60  | 13  | 21.7 | .452 | .314 | .824 | 2.5 | 2.3 | 0.9 | 0.1 | 7.6  |
| 2019–20 | Milwaukee                            | 59  | 2   | 21.5 | .516 | .460 | .842 | 3.0 | 3.1 | 0.8 | 0.1 | 9.4  |
| 2020–21 | Oklahoma City Thunder / Philadelphia | 30  | 17  | 22.4 | .482 | .388 | .800 | 2.0 | 2.4 | 0.8 | 0.2 | 8.7  |
| 2021–22 | Milwaukee                            | 54  | 17  | 23.2 | .429 | .306 | .919 | 2.9 | 2.2 | 0.8 | 0.1 | 6.2  |
| 2022–23 | Milwaukee / Indiana                  | 46  | 1   | 18.1 | .470 | .358 | .764 | 1.8 | 2.4 | 0.6 | 0.1 | 5.0  |
| Gesamt  | Gesamt                               | 915 | 484 | 26.8 | .457 | .380 | .806 | 3.0 | 3.1 | 0.9 | 0.3 | 10.4 |

#### Play-offs
| Saison  | Team         | GP  | GS | MPG  | FG % | 3P % | FT %  | RPG | APG | SPG | BPG | PPG  |
| ------- | ------------ | --- | -- | ---- | ---- | ---- | ----- | --- | --- | --- | --- | ---- |
| 2008–09 | San Antonio  | 4   | 0  | 19.0 | .333 | .375 | .857  | 2.0 | 0.5 | 0.5 | 0.3 | 5.8  |
| 2009–10 | San Antonio  | 10  | 8  | 34.4 | .451 | .379 | .838  | 3.1 | 0.7 | 1.0 | 0.2 | 13.4 |
| 2010–11 | San Antonio  | 6   | 1  | 31.5 | .400 | .267 | .867  | 5.0 | 2.3 | 1.5 | 0.3 | 11.7 |
| 2011–12 | Indiana      | 11  | 11 | 31.5 | .448 | .375 | .848  | 2.3 | 2.9 | 1.2 | 0.3 | 13.5 |
| 2012–13 | Indiana      | 18  | 18 | 38.1 | .401 | .358 | .829  | 3.7 | 4.3 | 1.2 | 0.2 | 14.6 |
| 2013–14 | Indiana      | 19  | 19 | 36.2 | .444 | .364 | .721  | 3.7 | 3.0 | 1.2 | 0.2 | 12.1 |
| 2015–16 | Indiana      | 7   | 7  | 33.6 | .561 | .481 | .818  | 2.7 | 2.1 | 0.9 | 0.1 | 13.6 |
| 2016–17 | Utah         | 8   | 8  | 35.1 | .469 | .387 | .724  | 4.1 | 3.6 | 0.3 | 0.1 | 15.6 |
| 2017–18 | Cleveland    | 19  | 18 | 29.3 | .450 | .314 | .774  | 2.2 | 2.2 | 0.5 | 0.4 | 9.2  |
| 2018–19 | Milwaukee    | 15  | 0  | 26.3 | .534 | .417 | .818  | 3.5 | 2.8 | 0.9 | 0.3 | 11.5 |
| 2019–20 | Milwaukee    | 10  | 1  | 26.8 | .478 | .357 | .808  | 2.4 | 3.1 | 0.6 | 0.0 | 9.5  |
| 2020–21 | Philadelphia | 12  | 0  | 17.1 | .442 | .421 | .769  | 1.3 | 1.5 | 0.7 | 0.3 | 4.7  |
| 2021–22 | Milwaukee    | 5   | 0  | 15.2 | .200 | .500 | 1.000 | 1.2 | 0.6 | 0.0 | 0.0 | 1.0  |
| Gesamt  | Gesamt       | 144 | 91 | 30.2 | .452 | .372 | .802  | 2.9 | 2.6 | 0.9 | 0.2 | 11.1 |